# Le Bény-Bocage
Le Bény-Bocage is een plaats en voormalige gemeente in het Franse departement Calvados in de regio Normandië en telt 946 inwoners (2005). Het is de hoofdplaats van de gemeente Souleuvre-en-Bocage.
De kerk Sainte-Honorine is 17e-eeuws en werd gebouwd op initiatief van Gaston de Renty. De graanhal is 18e-eeuws.

## Geschiedenis
De gemeente viel onder het kanton Le Bény-Bocage tot dat op 22 maart 2015 werd opgegeven en alle gemeenten van het kanton werden opgenomen in het kanton Condé-sur-Noireau. Op 1 januari 2016 fuseerden de gemeenten van het gemeentelijke samenwerkingsverband communauté de communes de Bény-Bocage, dat overeenkwam met het opgeheven kanton, tot de huidige gemeente Souleuvre-en-Bocage waarvan Le Bény-Bocage de hoofdplaats werd. Deze gemeente maakt deel uit van het arrondissement Vire.

## Geografie
De oppervlakte van Le Bény-Bocage bedraagt 8,9 km², de bevolkingsdichtheid is 106,3 inwoners per km².
De onderstaande kaart toont de ligging van Le Bény-Bocage met de belangrijkste infrastructuur en aangrenzende gemeenten.

## Demografie
Onderstaande figuur toont het verloop van het inwonertal (bron: INSEE-tellingen).
Vanwege een beveiligingsprobleem met de MediaWiki Graph-software is het momenteel niet mogelijk deze grafiek weer te geven. Zodra de software is bijgewerkt zal de grafiek vanzelf weer zichtbaar worden.
Beaulieu · Le Bény-Bocage · Bures-les-Monts · Campeaux · Carville · Étouvy · La Ferrière-au-Doyen · La Ferrière-Harang · La Graverie · Malloué · Montamy · Mont-Bertrand · Montchauvet · Le Reculey · Saint-Denis-Maisoncelles · Sainte-Marie-Laumont · Saint-Martin-des-Besaces · Saint-Martin-Don · Saint-Ouen-des-Besaces · Saint-Pierre-Tarentaine · Le Tourneur